# Josefine Mutzenbacher II – Meine 365 Liebhaber
Josefine Mutzenbacher II – Meine 365 Liebhaber ist ein 1970 gedrehter deutscher Erotikfilm von Kurt Nachmann. Er wurde im März 1971 veröffentlicht und ist die Fortsetzung des Films Josefine Mutzenbacher.

## Handlung
Adrian, ein Millionär aus Hamburg, reist nach Wien, um eine Gräfin zu heiraten. Die Braut stammt angeblich aus einer Millionärsfamilie, ist aber in Wirklichkeit sehr arm. Die penibel geplante Hochzeitsintrige gipfelt in einem Duell, zu dem Adrian vom Bruder seiner Braut herausgefordert und bei dem er schwer verletzt wird. Adrian wird aber von Josefine Mutzenbacher und ihrer Freundin Zenzi gefunden und ihm wird geholfen. Der Millionär entwickelt einen Plan, sich an der Familie seiner Auserwählten zu rächen, und beschließt, Josefine und Zenzi in die feinste Wiener Gesellschaft einzuführen.

## Kritik
„Die Fortsetzung des Kassenerfolgs Josefine Mutzenbacher (1970) mit weiteren aneinandergereihten Abenteuern der Wiener Vorstadtprostituierten. Ordinär in Bild und Dialog, kläglich in der Machart.“